# Ballomarius mongaensis
Ballomarius mongaensis är en insektsart som beskrevs av Synave 1959. Ballomarius mongaensis ingår i släktet Ballomarius och familjen vedstritar. Inga underarter finns listade i Catalogue of Life.